# 제프 그로스
제프 그로스는 미국의 영화 편집자이다. 그는 행오버3, 워 독 및 조커에서 토드 필립스와 함께 작업했다. 제프는 《조커》 제92회 아카데미 시상식에서 아카데미 최우수 편집상 후보로 올랐다.
제프는 또한 영화 《Project X》와 《더 웨딩 링거》를 편집했으며 TV 시리즈 《안투라지》, 《커뮤니티》및 《발러스》의 에피소드를 담당했다.

## 필모그래피
| 년도   | 필름                   | 노트                          |
| ------ | ---------------------- | ----------------------------- |
| 2008년 | 맨메이드               |                               |
| 2012년 | 프로젝트 X             |                               |
| 2013년 | 행오버 3               | 데브라 네일 피셔 와 공동 편집 |
| 2015년 | 결혼 반지              |                               |
| 2015년 | 안투라지               |                               |
| 2016년 | 워 독                  |                               |
| 2016년 | 오피스 크리스마스 파티 | 에반 헹케와 공동 편집         |
| 2019년 | 조커                   |                               |
| 2021년 | 체리                   |                               |